# Тбилисский кинофестиваль
Тбилисский международный кинофестиваль (груз. თბილისის საერთაშორისო კინოფესტივალი) — кинофестиваль, который проводится ежегодно с 2000 года в кинотеатре «Амирани» («Прометей», {ამირანი) в Тбилиси, столице Грузии осенью либо в декабре.
Основан в 2000 году Гагой Чхеидзе (გაგა ჩხეიძე), менеджером берлинской организации «Арсенал — институт кино и видеоискусства». Первые два года проводился в рамках более крупного фестиваля искусств «Сакучари» («Дар», საჩუქარი). В 2002 году фестиваль «Сакучари» оказался под угрозой закрытия, поэтому группа соратников, в которую входили Гага Чхеидзе, Нино Анджапаридзе (ნინო ანჯაფარიძე), Лаша Бакрадзе (сотрудник Гёте-Института в Тбилиси), театральный критик Давид Бухрикидзе (დავით ბუხრიკიძე), Бесик Данелия (ბესიკ დანელია), Гуга Котетишвили (внук Вахтанга Котетишвили), Гага Ломидзе (გაგა ლომიძე), Георгий Кайришвили (გიორგი ყაჯრიშვილი; доктор искусствоведения, профессор) основали Центр киноискусства «Прометей», одной из целей которого было сохранение Тбилисского кинофестиваля. В 2002 году Центр киноискусства «Прометей» провёл кинофестиваль самостоятельно в условиях скудных финансовых возможностей.
В 2004 году фестиваль финансировали Национальный центр кинематографии Грузии (საქართველოს კინემატოგრაფიის ეროვნული ცენტრი, GNFC) и частные спонсоры. Впоследствии к финансированию присоединились мэрия Тбилиси и Министерство культуры.
Изначально задуман как фестиваль европейского кино. Одна из основных внеконкурсных секций — «Форум европейского кино».
В разные годы на фестивале показаны ретроспективы выдающихся режиссёров: Леоса Каракса, Хью Хадсона, Питера Гринуэя, Дени Коте, Сергея Лозницы, Ульрике Оттингер, Боба Рейфелсона, Майка Ли, Джо Райта, Патрика Казальса, Арутюна Хачатряна, Маргареты фон Тротта, Карлоса Рейгадаса и других. 
В 2000—2016 годах директором Тбилисского кинофестиваля был Гага Чхеидзе, затем — Нино Анджапаридзе.
В конкурсе участвуют 10 полнометражных картин. Вручаются призы «Золотой Прометей» за лучший фильм и «Серебряный Прометей» за лучшую режиссуру. Статуэтки созданы скульптором Тамарой Квеситадзе.

## Обладатели премии «Золотой Прометей» разных лет
В разные годы «Золотого Прометея» за лучший фильм получали картины:
- 2000 — «Лунный папа» Бахтиёра Худойназарова
- 2001 — «Запрещено искать[нидерл.]» (Verboden te zuchten) Алекса Стокмана[нидерл.] (Alex Stockman)
- 2003 — «Когда страшно стрелять[нем.]» Дито Цинцадзе
- 2004 — «Багровое золото» Джафара Панахи
- 2005 — «И черепахи могут летать» Бахмана Гобади
- 2006 — «Круче не бывает[нем.]» Детлева Бука
- 2007 — «Штучки[пол.]» Анджея Якимовского
- 2008 — «Любовь и другие злодейства[англ.]» Стефана Арсениевича
- 2010 — «Суса» Русудан Пирвели
- 2012 — «Любить[пол.]» Славомира Фабицкого[англ.]
- 2013 — «Беспредел» Арчила Кавтарадзе
- 2014 — «Племя» Мирослава Слабошпицкого
- 2015 — «Родина[англ.]» Сенем Тюзен[англ.]
- 2016 — «Месяц, как один день» Резо Эсадзе и Лаши Миндиашвили[6]
- 2017 — «Вороны[англ.]» Йенса Ассура[англ.]
- 2023 — «Лото» (ლოტო) Зазы Халваши

## Обладатели премии «Серебряный Прометей» разных лет
В разные годы «Серебряного Прометея» за лучшую режиссуру получали:
- 2000 — Дито Цинцадзе за «Потерянные убийцы[англ.]»
- 2001 — Николас Вадимов[фр.] за «Мундиалито[фр.]»
- 2003 — Пётр Тшаскальский[англ.] за «Эди[англ.]»
- 2004 — Альберт Тер Хердт[нидерл.] за «Тихо, тихо, любовь![англ.]»
- 2005 — Гела Баблуани за «Тринадцать»
- 2006 — Фред Келемен за «Падение[вд]»
- 2007 — Алексей Попогребский за «Простые вещи»
- 2008 — Озджан Альпер за «Осень[англ.]»
- 2010 — Владимир Перишич[англ.] за «Обыкновенные люди[англ.]»
- 2012 — Георгий Параджанов за «Все ушли»
- 2013 — Эрдем Тепегёз[тур.] за «Частица»
- 2014 — Юрис Курсиетис[вд] за «Модрис[англ.]»
- 2015 — Йонас Карпиньяно за «Средиземноморье[англ.]»
- 2016 — Янив Берман[вд] за «Страна маленьких людей[вд]»